# Махмудов Ділшод Махамаджанович
Махмудов Ділшод Махамаджанович (узб. Dilshod Mahamajanovich Mahmudov; нар. 30 листопада 1982, Ташкент, Узбецька РСР) — узбецький боксер, учасник двох Олімпійських ігор, призер чемпіонату світу серед аматорів, чемпіон Азійських ігор.

## Аматорська кар'єра
Ділшод Махмудов виступав за збірну Узбекистану на міжнародних турнірах з боксу протягом 2000-х років в першій напівсередній і напівсередній вагових категоріях. Дебютував на міжнародній арені в 2000 році на чемпіонаті світу серед молоді.
Першого успіху досяг в 2002 році, здобувши перемогу в категорії до 60 кг на Азійських іграх. В фіналі Ділшод переміг Пек Джон Соп з Південної Кореї.
В 2003 році здобув перемогу в категорії до 64 кг на Центрально-Азійських іграх, а на чемпіонаті Азії в 2004 був другим, завдяки чому отримав право виступу на Олімпійських іграх 2004.

### Виступ на Олімпіаді 2004
В першому бою переміг Алесандро Матоса з Бразилії — 26-16, а в другому бою в чвертьфіналі програв Юдель Джонсону з Куби — 28-32.
Після Олімпіади 2004 Махмудов продовжив виступи на аматорському рівні.
В 2005 році він здобув срібну нагороду на чемпіонаті світу з боксу, вигравши в півфіналі у кубинця Інокенте Фісс — 37-21 і програвши в фіналі Серіку Сапієву з Казахстану — 21-40.
В 2006 році Махмудов завоював бронзову медаль в категорії до 64 кг на Азійських іграх. 
В 2008 році Махмудов перейшов в категорію до 69 кг і пройшов відбір на Олімпійські ігри 2008. 
На церемонії відкриття Олімпійських ігор 2008 Ділшод Махмудов був прапороносцем збірної Узбекистану. 

### Виступ на Олімпіаді 2008
- У першому раунді змагань переміг Мехді Халсі (Марокко) — 11-3
- У другому раунді змагань переміг Жаоїд Чігуер (Франція) — 8-3
- У чвертьфіналі програв Бакиту Сарсекбаєву (Казахстан) — 7-12, який і став олімпійським чемпіоном.

Цікаво, що в 2004 році саме через Махмудова, якому віддали перевагу перед Сарсекбаєвим, що виступав на той час під прапором Узбекистану, Бакит не потрапив на Олімпіаду. Після того рішення Сарсекбаєв відмовився виступати за збірну Узбекистану і, повернувшись на батьківщину, відразу ввійшов до складу збірної Казахстану.
У грудні 2008 року на Кубку світу в Москві переміг Дмитрійса Состакса (Латвія), програв у фіналі Карлосу Банто (Куба) і завоював срібну нагороду.

## Професіональна кар'єра
В 2009 році Махмудов вирішив спробувати себе в професійному боксі. Провів в Австралії 4 бої. У всіх здобув перемогу, в 3 — дострокову.